# Gymnorhamphichthys
Genre
Gymnorhamphichthys est un genre de poissons de la famille des Rhamphichthyidae. 

## Distribution
Les espèces de ce genre se rencontrent en Amérique du Sud.

## Description
Ce sont des poissons électriques.

## Liste des espèces
Selon FishBase (30 mai 2010) :
- Gymnorhamphichthys hypostomus Ellis, 1912
- Gymnorhamphichthys petiti Géry & Vu-Tân-Tuê, 1964
- Gymnorhamphichthys rondoni (Miranda Ribeiro, 1920)
- Gymnorhamphichthys rosamariae Schwassmann, 1989

## Publication originale
- Eigenmann, 1912 : The freshwater fishes of British Guiana, including a study of the ecological grouping of species, and the relation of the fauna of the plateau to that of the lowlands. Memoirs of the Carnegie Museum, vol. 5, n. 1, p. 1-578.